# Quanera Hayes
Quanera Hayes (Hope Mills, 7 de março de 1992) é uma velocista norte-americana especialista nos 400 m rasos, campeã mundial no revezamento 4x400 metros. 
Ganhou a medalha de ouro no Campeonato Mundial de Atletismo de 2017 em Londres, com  Allyson Felix,  Shakima Wimbley e Phyllis Francis. Ela tem duas medalhas de ouro indoor no Campeonato Mundial de Atletismo em Pista Coberta. Foi campeã dos 400 m na Diamond League de 2021.